# Roberts (Argentine)
Pour les articles homonymes, voir Roberts.
Roberts est une localité argentine située dans le partido de Lincoln, dans la province de Buenos Aires.

## Démographie
La localité compte 2 982 habitants (Indec, 2010), ce qui représente une augmentation de 1,4 % par rapport au recensement précédent de 2001 qui comptait 2 939 habitants.

## Religion
| Diocèse  | Nueve de Julio |
| -------- | -------------- |
| Paroisse | San Bernardo   |